# Детуш, Поль Эмиль
Поль Эмиль Детуш (фр. Paul-Émile Destouches, ou Détouche; 13 декабря 1794, Париж — 11 июля 1874, VII округ Парижа) — французский художник.

## Биография
Родился в 1794 году в Париже в семье второстепенного художника Франсуа Детуша (1751–1821) и его супруги Марии-Фелисите, урождённой Картон.
Учился живописи в Париже у Давида, Герена, Гро и Жироде.
Дебютировал на ежегодном Парижском салоне в 1817 году. В дальнейшем, неоднократно (в частности,  в 1819 и 1827 годах) был награждён медалями Салона.
В 1855 году  женился на Эмилии Генриетте Октавии Делаж (1804–1891).
Скончался Детуш в 1874 году в Париже в собственном доме и был похоронен на кладбище Монпарнас (но в дальнейшем был перезахоронен).

## Творчество
Вначале писал исторические картины, но потом занялся почти исключительно жанровой живописью. Согласно оценке ЭСБЕ, в его произведениях, «умно задуманных и компонованных со вкусом, много жизни и выразительности».
Лучшие в их числе: «Шахерезада» (1824, «Мария Стюарт» (1824), «Любовь — лучший доктор» (1831), «В ожидании маскарада» (1831), «Отъезд в город» (1834) и «Возвращение в деревню», «Ленточка графини» (сцена из пьесы «Свадьба Фигаро»; 1838).
Также, автор статьи в ЭСБЕ Андрей Иванович Сомов отмечает: «картины, вышедшие из-под кисти Детуша в последние 35 лет его жизни (т.е. после 1840 года), гораздо слабее исполненных им до этой поры».

## Галерея

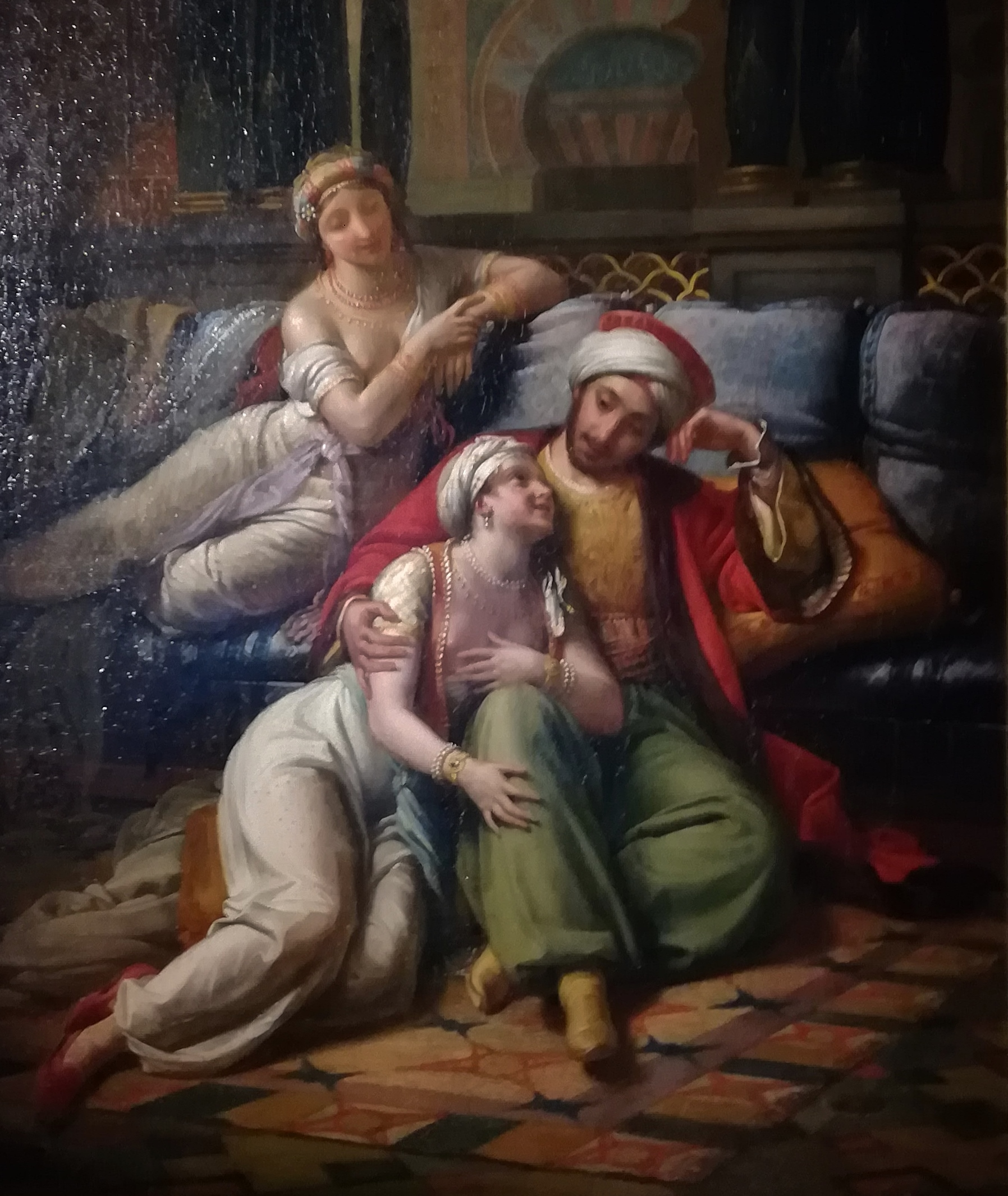
Шахерезада, 1824, Музей имени Тома Анри, Шербур
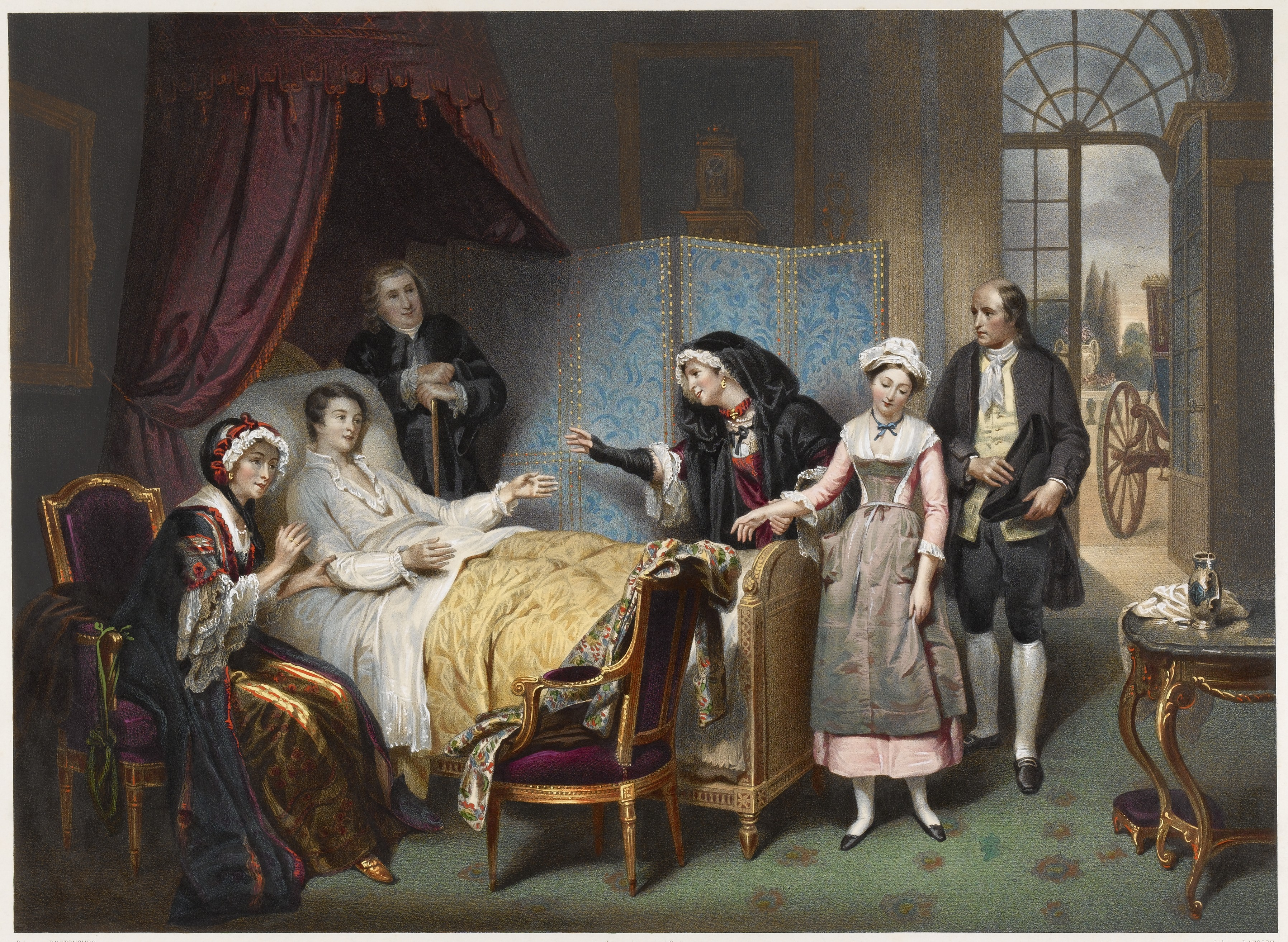
Любовь — лучший доктор
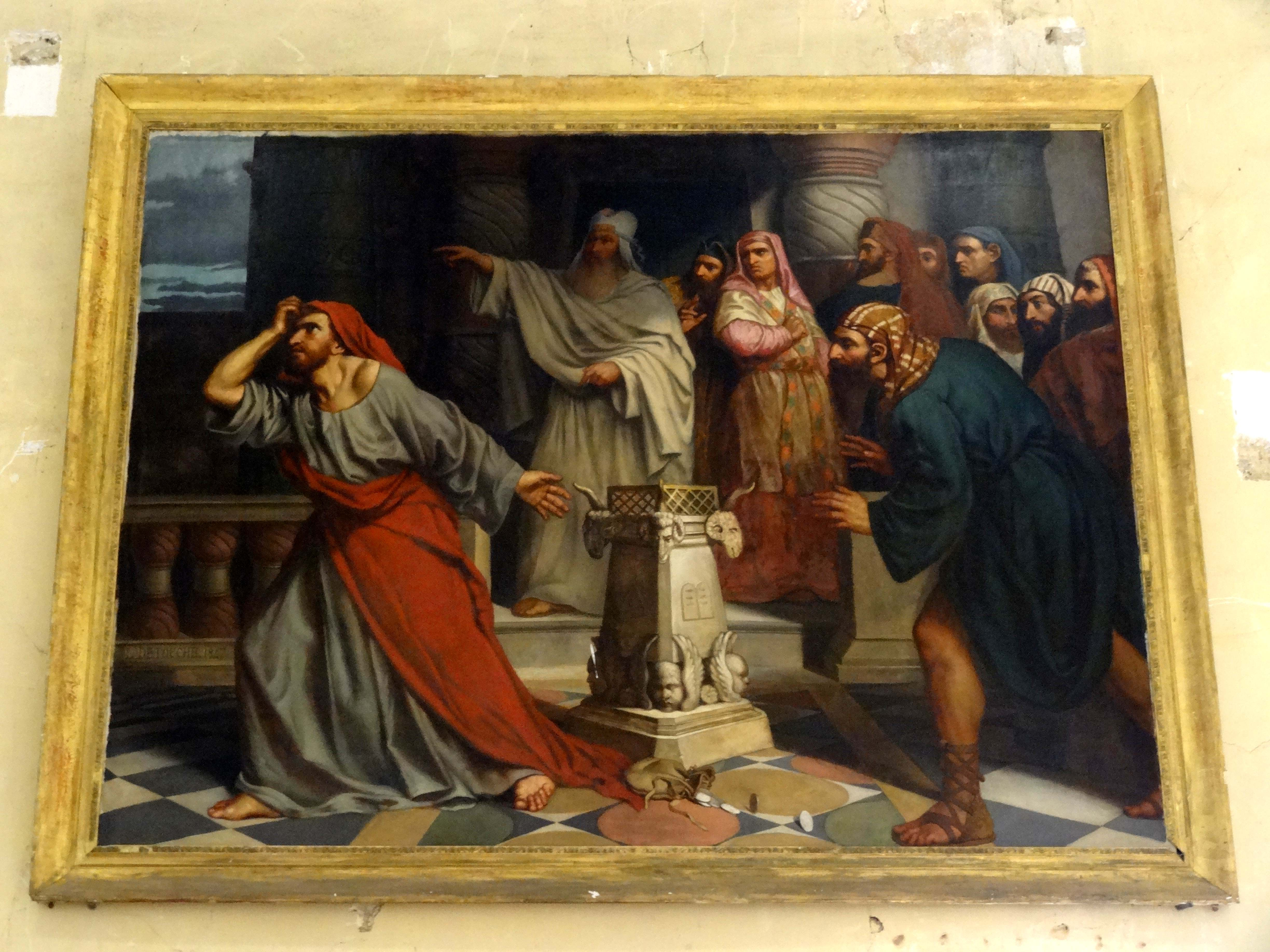
Отчаяние Иуды, 1847, церковь Сен-Реми, Поншон
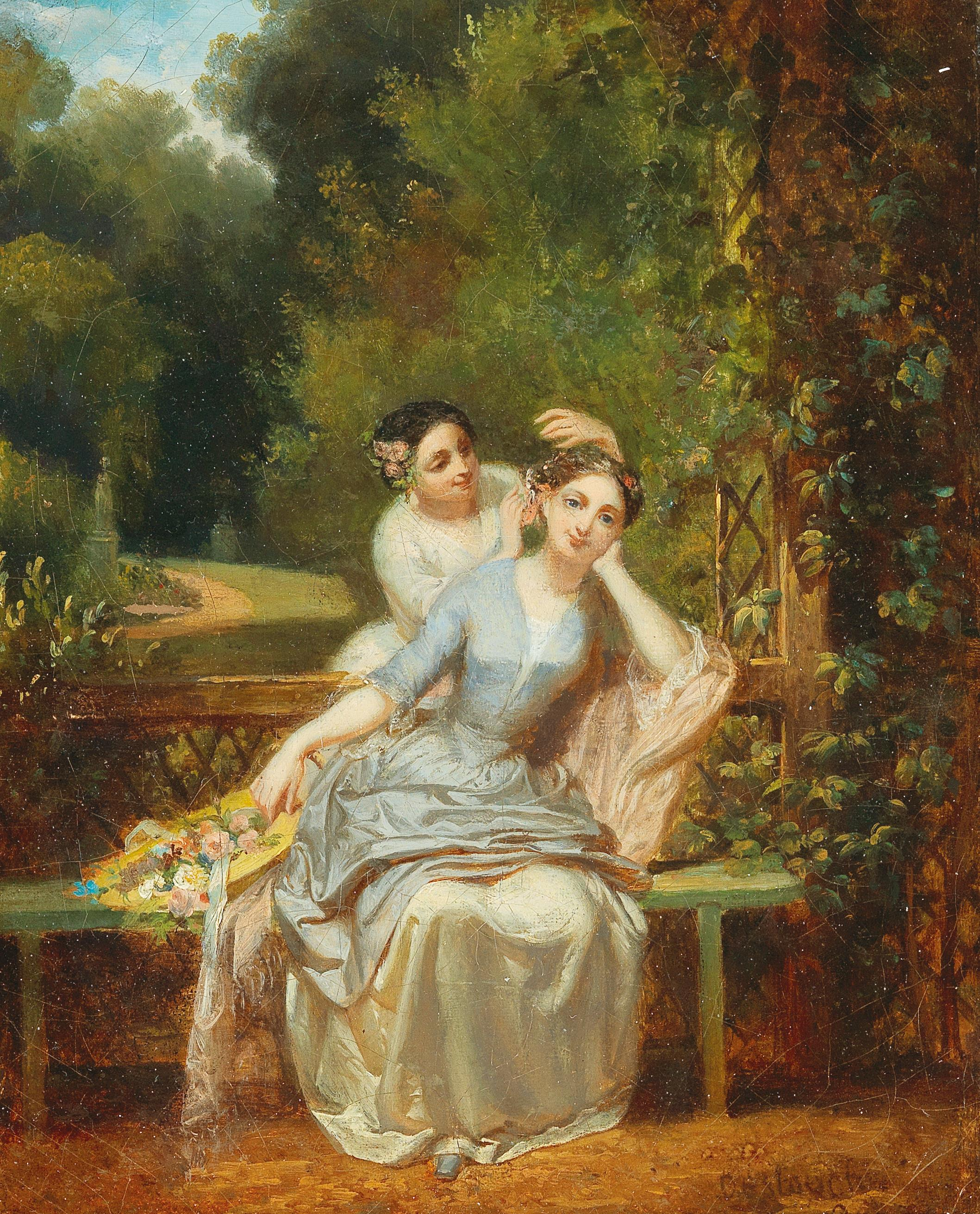
Подруги, 1844
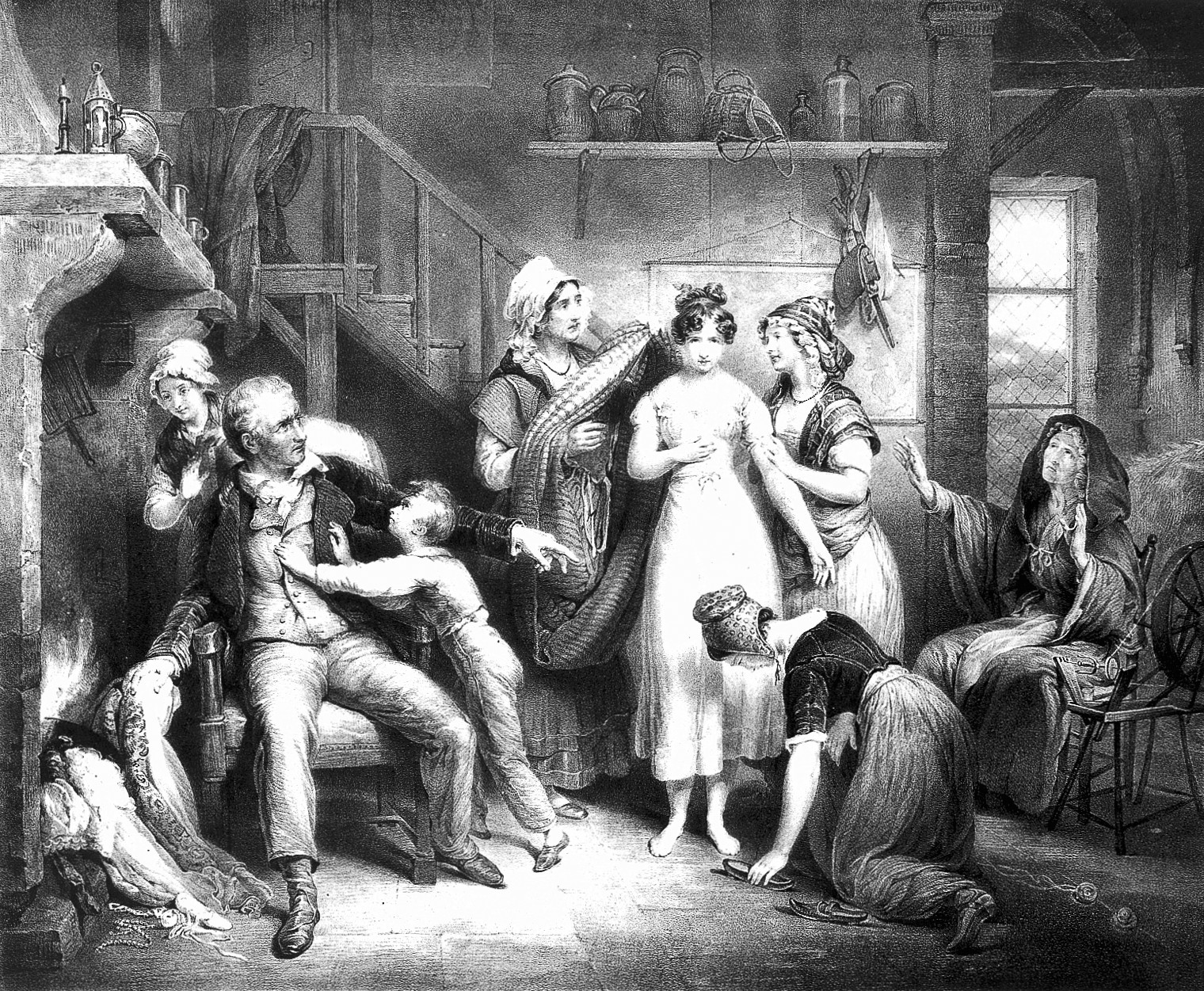
Возвращение в деревню
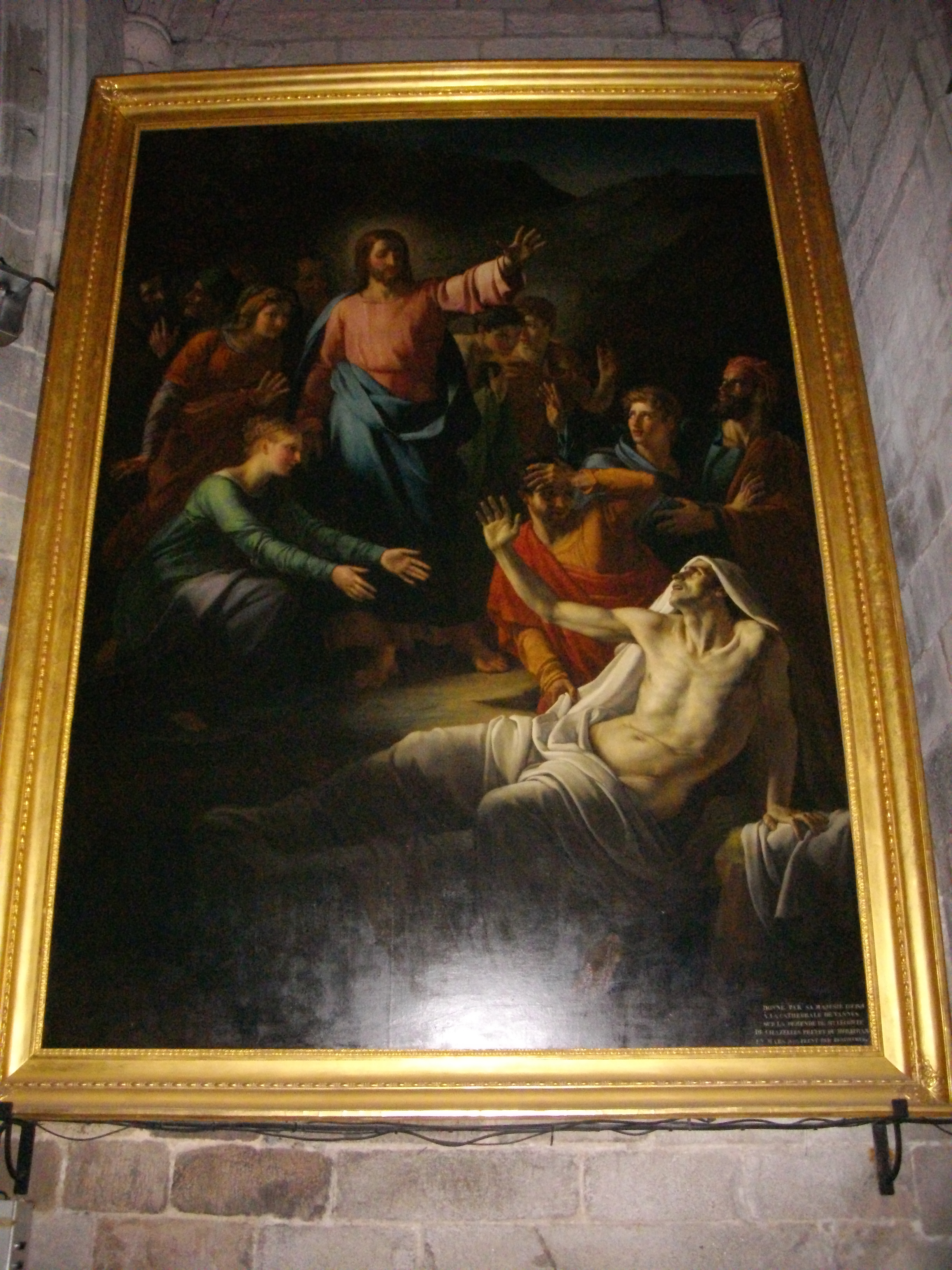
Воскрешение Лазаря, кафедральный собор Сен-Пьер, Ванн